# Coll Donaldson
Coll Ian Donaldson (Edimburgo, 9 aprile 1995) è un calciatore scozzese, difensore del Falkirk.

## Carriera
Ha giocato nella prima divisione scozzese e nella seconda divisione inglese.

## Palmarès

### Club

#### Competizioni nazionali
- Scottish Challenge Cup: 2

Dundee Utd: 2016-2017
Inverness: 2017-2018
- Scottish League One: 1

Falkirk: 2023-2024
- Scottish Championship: 1

Falkirk: 2024-2025